# Hans Schreuer
Hans Franz Philipp Schreuer (* 3. März 1866 in Skutsch, Königreich Böhmen; † 11. Juni 1931 in Bonn) war ein böhmischer Rechtswissenschaftler, Rechtshistoriker und Hochschullehrer.

## Leben und Werk
Schreuer, der Sohn des späteren Bezirkshauptmannes von Jitschin Johann Schreuer, studierte von 1884 bis 1888 Rechtswissenschaften an der Deutschen Universität Prag. 1891 wurde er sub auspiciis Imperatoris zum Dr. iur. promoviert und arbeitete anschließend bis 1898 als Konzipient bei der Finanzprokuratur Böhmen. Daneben hörte er von 1890 bis 1892 an der Universität Berlin deutsches Recht, Handelsrecht und germanische und slawische Philologie. Ab 1896 lehrte er als Privatdozent an der Deutschen Universität Prag, ab 1898 als außerordentlicher Professor für deutsches Recht und österreichische Reichsgeschichte. 1902 wechselte er an die Universität Münster auf den ordentlichen Lehrstuhl für deutsche Rechtsgeschichte, deutsches bürgerliches Recht und Handelsrecht. Dort war er 1906/07 Dekan der rechts- und staatswissenschaftlichen Fakultät. 1908 wechselte er an die Universität Bonn auf eine Professur für Deutsches Recht. 1929 verlieh ihm die Universität Münster den Ehrendoktortitel. Schreuer war seit 1906 zudem ordentliches Mitglied der Historischen Kommission für Westfalen.
Schreuer forschte vor allem zur Frühgeschichte der slawischen Staatsbildung und der Historizität der altböhmischen Sagen, jedoch teilweise nicht unumstritten. So stieß er vor allem mit seiner Gleichsetzung des tschechischen Volkshelden Přemysl mit dem fränkischen Kaufmann Samo auf heftige Kritik. Darüber hinaus forschte er zum germanischen Königtum und den Krönungsordnungen im Vergleich zu Frankreich. Seine Forschungen zum altgermanischen Sakralrecht arbeiteten die Vermenschlichung der ursprünglich als Naturkräfte vorgestellten germanischen Götter heraus. Sein Hauptwerk ist jedoch das Deutsche Privatrecht von 1921 mit stark rechtsvergleichendem Einschlag. Bei seinen Forschungen berücksichtigte er auch stets die Soziologie, zu der er eigene Vorlesungen hielt.

## Werke (Auswahl)
- Die Behandlung der Verbrechenskonkurrenz in den Volksrechten. Koebner, Breslau 1896.
- Die allgemeine Wehrpflicht, ihre Entwicklung und ihre gesellschaftliche Bedeutung. Cohen, Bonn 1915.
- Deutsches Privatrecht: Einführung in das geltende bürgerliche Recht mit rechtsvergleichenden Ausblicken. F. Enke, Stuttgart 1921.
- Germanische und slavische Staatsbildung. 2. Auflage. Gebrüder Scheuer, Bonn 1928.